# Fiascherino

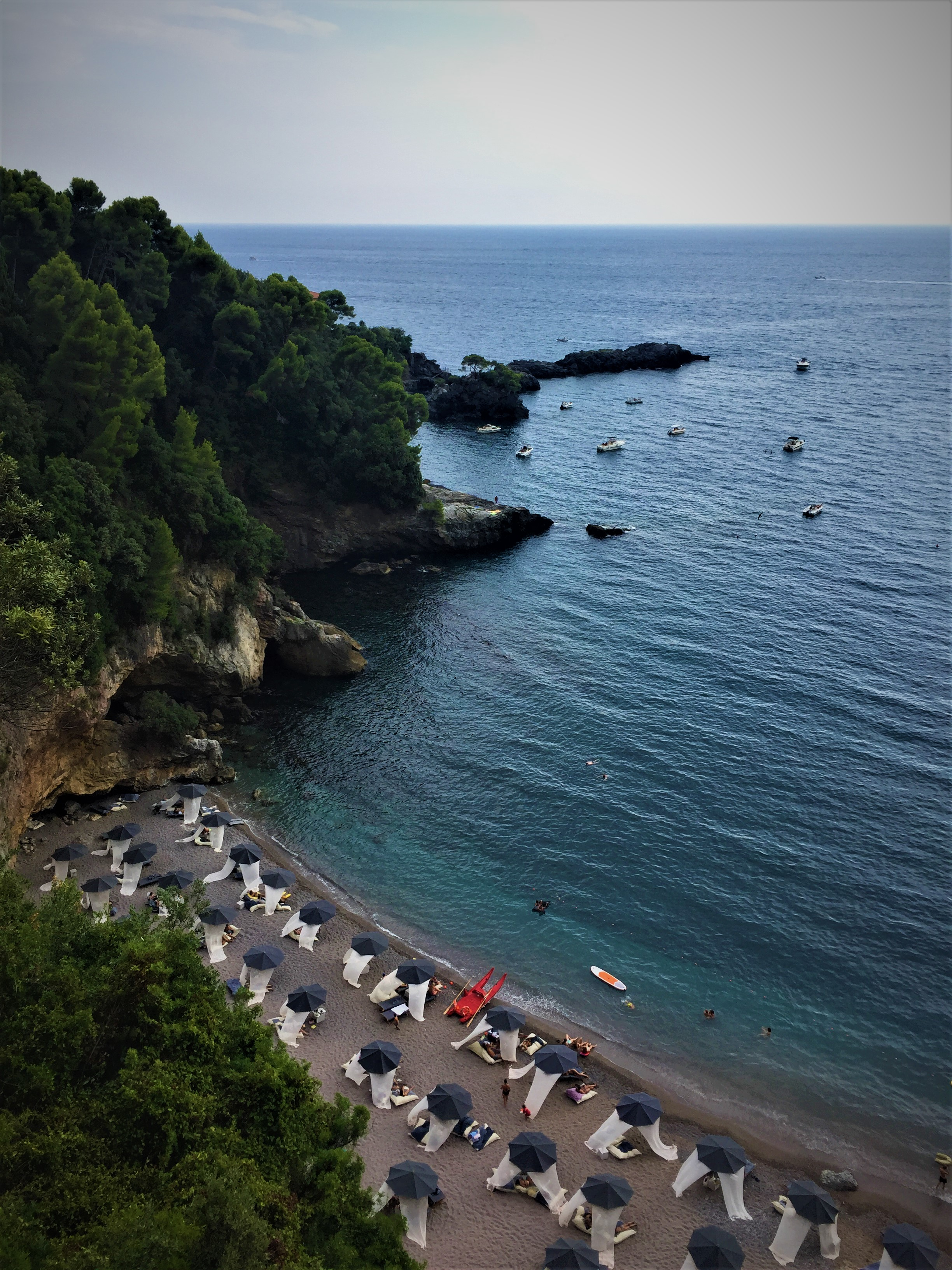

Le spiagge di Fiascherino, sono due spiagge, divise dal canale del Lino, nella parte orientale del comune di Lerici, sotto la frazione Serra, che è in collina.

## Accesso
È possibile accedervi dalla strada che dal centro di Lerici conduce alla frazione di Tellaro, e dal mare tra la punta di Mezzana e la punta di Treggiano, oppure scendendo dal sentiero del paese della Serra, come da sempre fanno i serresi.

## Toponimo e geologia

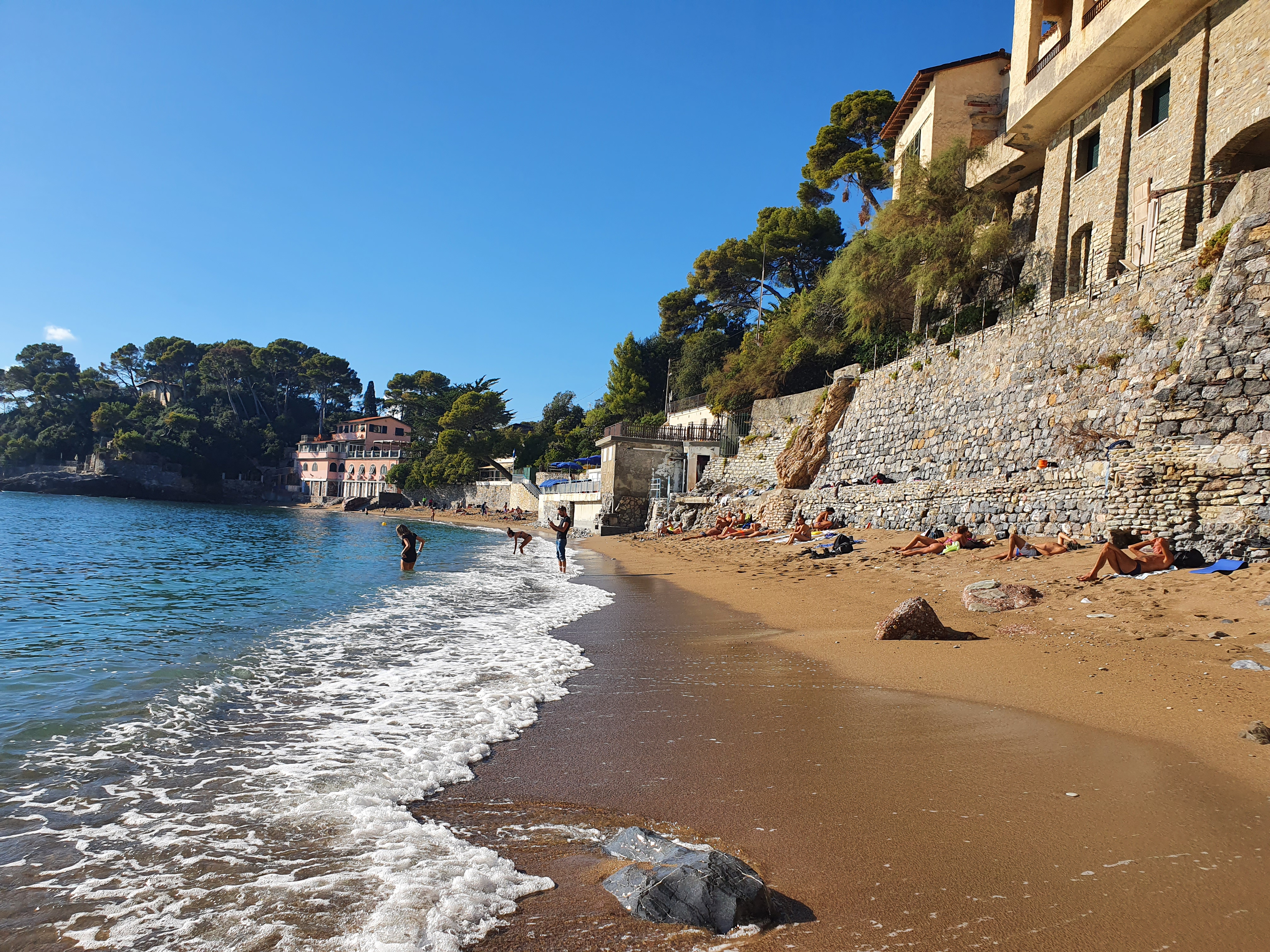

Nella baia sfocia il canale del Lino porto naturale, favorito anche dalla sorgente perenne al livello del mare, segnata negli antichi Portulani medicei e vaticani.
Nel dialetto locale Fescaìn, Fiascaìn. La probabile etimologia del toponimio viene dalla parola skalia, già attestata in Liguria per oronimi e toponimi idrografici con aspetti morfologici (frammento di pietra, roccia che si sfalda). Nella località, ricca di scisti, esiste una enorme roccia che si sfalda chiamata in dialetto Ròca morta.
La spiaggia di Fiascherino Uno è il paradiso dei tuffatori: scogli di altezza variabile (da uno a otto metri), fondali profondi e risalita facile. Ogni scoglio della baia ha un nome dialettale:  Caréga: (sedia, lo scoglio più basso da cui tuffarsi, circa un metro), Carégon: (seggiolone, scoglio appena più alto per i tuffatori, circa tre metri), Gómbo (così definito a causa della sua struttura in discesa, scoglio che per i tuffatori è propedeutico alla Punta ed è alto circa cinque metri), Punta (scoglio per i tuffatori per antonomasia, bellissimo, quasi sei metri e mezzo, a seconda di dove si salta, fondale di sei metri, risalita facile).

## Storia di Fiascherino
Fiascherino è il Feschalino del Codice Pelavicino, con uliveti e boschi di lecci, pini e querce a monte.
Nel settembre del 1913, fu scelto da David Herbert Lawrence e dalla sua compagna Frieda Von Richtofen per soggiornare nel villino rosa dei Gambroisier sino al giugno del 1914. Qui, curando elioterapicamente la sua malattia, lo scrittore scrisse il romanzo L'arcobaleno.
Il luogo favorì l'amicizia tra due poeti: il serrese Paolo Bertolani e Charles Tomlinson La casa ove risiedeva nel 1949 Charles Tomlinson era a Fiascherino.
Nel corso della seconda guerra mondiale sulla prima spiaggia fu realizzato un bunker per prevenire possibili sbarchi alleati lungo la costa ligure.